# Johann Heinrich Schlegel
Johann Heinrich Schlegel (* 1724 oder 24. November 1726 in Meißen, Kurfürstentum Sachsen; † 18. Oktober 1780 in Kopenhagen, Königreich Dänemark) war ein deutscher Gelehrter in Kopenhagen.

## Familie
Der Vater Johann Friedrich Schlegel war Stiftssyndikus in Meißen, die Mutter Maria Rebecca eine Tochter des Superintendenten Georg Leberecht Wilcke. Die Brüder Johann Elias und Johann Adolf wurden Gelehrte, die Neffen Friedrich und August Wilhelm Schlegel berühmte Philosophen.
Johann Heinrich Schlegel heiratete am 5. Oktober 1764 in Kopenhagen Augusta Amalie von Jessen (* 4. September 1747, † 1821), Tochter des Etatsrats Johann Friedrich Wilhehm von Jessen († 1780) und der Ulrica Antoinette geb. Bøhn. Der Sohn Johann Friedrich Wilhelm Schlegel (1765–1836) wurde Rechtsprofessor an der Universität Kopenhagen.

## Leben
Johann Heinrich Schlegel besuchte die Schule in Pforta wie seine Brüder und studierte ab 1745 in Leipzig Philosophie, Geschichte und Philologie. An der Universität freundete er sich mit Johann Andreas Cramer und Christian Fürchtegott Gellert an.
1748 kam Schlegel auf Vermittlung seines Bruders Johann Elias nach Dänemark und trat dort als Hofmeister in die Dienste des Lehnsgrafen und Amtmanns von Fünen Christian Rantzau auf Brahesborg. In den folgenden Jahren erlernte er die dänische Sprache. Zum Abschluss seiner Tätigkeit für Rantzau begleitete er dessen beiden jüngsten Söhne 1758–1760 an die Sorø Akademi.
Seit 1757 trug Johann Heinrich Schlegel den Titel eines Sekretärs der königlich dänischen Kanzlei in Kopenhagen. 1760 wurde er zum Professor für Philosophie an der dortigen Universität berufen. 1766 wählte ihn die Königlich Dänische Kunstakademie zum Professor für Geometrie. Seit 1770 war er außerdem Bibliothekar in der königlichen Bibliothek. Allerdings waren diese Ämter nicht mit einem festen Gehalt verbunden. Erst 1776 erhielt Schlegel eine ordentliche Professur. 1778 wurde er Leiter der königlichen Bibliothek.
Zeitweise war er auch Sekretär der Selskabet til de skønne og nyttige Videnskabers Forfremmelse (Gesellschaft zur Förderung der schönen und nützlichen Wissenschaften),  in der auch Cramer, inzwischen Hofprediger in Kopenhagen, Mitglied war.
Johann Heinrich Schlegel galt trotz seiner intensiven Beschäftigung mit der dänischen Kultur und Geschichte als der unbeliebteste der deutschen Gelehrten bei den Dänen in Kopenhagen.

## Schriften
Johann Heinrich Schlegel publizierte einige Werke zur dänischen Geschichte und Kultur, dazu veröffentlichte er die Werke seines Bruders Johann Elias Schlegel und übersetzte dänische Schriften und englische Dramen. Außerdem führte er Briefwechsel mit Gelehrten wie Friedrich Gottlieb Klopstock und Heinrich Wilhelm von Gerstenberg.
als Herausgeber
- Johann Elias Schlegels Werke, 5 Bände, 1761–1770

als Autor
- Leben Johann Elias Schlegels, G. C. Rothens Witwe und Prost, Leipzig 1770, (im 5. Band der Werke)
- Geschichte der Könige von Dänemark aus dem oldenburgischen Stamme, 2 Theile, Kopenhagen 1771, 1777
- Samlung zur Dänischen Geschichte, Münzkenntniß, Oekonomie und Sprache, 2 Bände in 8 Teilen, Kopenhagen 1771–1776 (online)
- Über die dänischen Reichsräthe von der Reformation bis zu Einführung der Souverainität, und über die angesehensten adlichen Familien, Kopenhagen 1774

als Übersetzer
- Geschichte König Christian des Vierten in Dänemark, Kopenhagen 1757, von Niels Slange
- einige Dramen von James Thomson, Kopenhagen, Leipzig 1758–1760
- Trauerspiele, aus dem Englischen übersetzt, Leipzig 1764
- Dänische Reisebeschreibungen und andre denkwürdige Handschriften in der Sammlung zur dänischen Geschichte, ans Licht gestellt und erläutert und nun übersetzt von Johann Heinrich Schlegel, Kopenhagen 1776